# Chloranthales
Chloranthales er en orden inden for planteriget. Ordenen har følgende fællestræk: Planterne indeholder sesquiterpener. De danner forgreninger allerede på etårsskud. De har opsvulmede knopfæster og modsatte blade med takket rand. Blomsterne er meget små. Der er kun én familie.
| Familier |

- Chloranthaceae

## Eksternt link
- P.F. Stevens: Chloranthales på Angiosperm Phylogeny Groups Website Version 8. juni 2007 [og mere eller mindre opdateret siden da]